# Wapen van Giessenlanden

Wapen van Giessenlanden

Het wapen van Giessenlanden is op 10 december 1986 bij Koninklijk Besluit aan de nieuw opgerichte gemeente Giessenlanden toegekend. Het wapen is ontleend aan het wapen van Arkel, dat in verschillende versies gevoerd werd door Noordeloos, Arkel, Giessenburg, Hardinxveld, Peursum, Hoogblokland, Hoornaar en Schelluinen. De golvende dwarsbalk stelt de Giessen, die door de gemeente loopt.

Het wapen bleef tot de opheffing van de gemeente in gebruik. Op 1 januari 2019 is de gemeente Giessenlanden met de gemeente Molenwaard gefuseerd tot de nieuwe gemeente Molenlanden. In het wapen van Molenlanden zijn een gekanteelde dwarsbalk en een blauwe gegolfde lijn uit het wapen overgenomen.

## Blazoenering
De beschrijving van het wapen is als volgt: "In zilver 3 dwarsbalken, de eerste en de derde beurtelings gekanteeld en van keel, de tweede golvend en van azuur. Het schild gedekt met een gouden kroon van 3 bladeren en 2 parels."
N.B. de heraldische kleuren in het schild zijn: zilver (wit), keel (rood), azuur (blauw) en goud (geel).

## Verwante wapens

Het wapen van Arkel
Het wapen van Molenlanden